# Никифоровское (Рязанская область)
Никифоровское — деревня в Старожиловском районе Рязанской области. Входит в Гребневское сельское поселение

## География
Находится в западной части Рязанской области на расстоянии приблизительно 13 км на север-северо-восток по прямой от районного центра поселка Старожилово.

## История
Была отмечена еще на карте 1850 года как поселение с 15 дворами. В 1859 году здесь (тогда деревня Пронского уезда Рязанской губернии) было учтено 8 дворов, в 1897 году — 8.

## Население
Численность населения: 118 человек (1859 год), 78 (1897), 5 в 2002 году (русские 100 %), 2 в 2010.